# Cirque romain d'Aquilée
Le cirque romain d'Aquilée est une structure antique située dans l'Aquilée romaine, utilisée pour les courses de chevaux, reliée à la résidence impériale voisine (située à l'est de son emplacement), où résida Maximien Hercule à partir de 293 jusqu'à au moins 305, qui en ordonna la construction sur le base d'un projet paysager à Aquilée, capitale tétrarchique.
La zone archéologique dont fait partie le forum, ainsi que la basilique patriarcale d'Aquilée, sont inscrites sur la liste du patrimoine mondial de l'humanité établie par l'Unesco en 1998.

## Histoire
Le cirque est construit vers 293 par Maximien Hercule qui, une fois devenu Auguste de l'Empire romain d'Occident, préfère avoir deux capitales : Aquilée à l'est, utilisée à la fois comme port fluvio-maritime et comme base militaire, compte tenu de sa proximité des limes de la Claustra Alpium Iuliarum, et Mediolanum, plus à l'ouest. Un atelier monétaire est installé dans ces deux « capitales », à partir de 294 dans le cas d'Aquilée. Le cirque est encore actif en 425, lorsque Valentinien III fait tuer de manière théâtrale l'usurpateur Jean.

## Structure

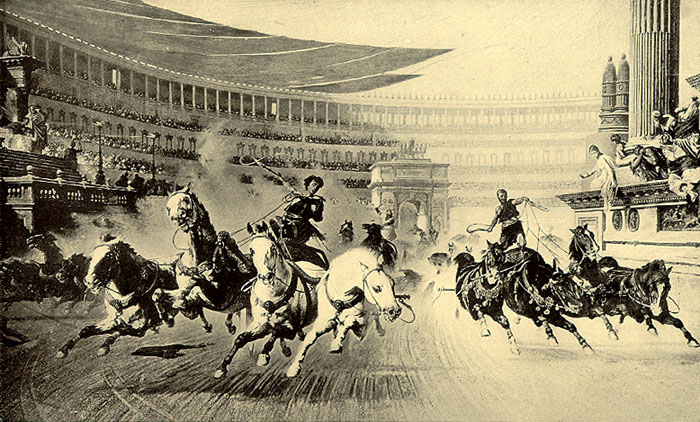
Reconstitution artistique d'un cirque de la Rome antique (1913).

Le cirque était installé à l'extérieur de l'ancien tracé des murs républicains d'Aquilée, au coin nord-ouest de la ville. La structure mesurait 450 mètres de long et 85 mètres de large, avec une arène de 75-65 mètres de large et 15-20 mètres de cavea, très similaire à celle de la structure « sœur » de Mediolanum. La distance entre les carceres (qui étaient situés dans la partie nord du cirque) et la balustrade centrale (ou « spina ») n'est pas identifiable aujourd'hui, pas plus que la longueur de toute la « spina » centrale. La capacité globale de l'ensemble de la structure était très similaire à celle du cirque de Milan, de l'ordre de quelques dizaines de milliers de spectateurs.

## Archéologie
La première grande campagne de fouilles débute en 1873-1876, tandis qu'en 1975, la zone de la « courbe » est fouillée. D'après les fouilles archéologiques, la datation de la plupart des édifices remonte au début du IVe siècle.

## Remarques
- (it) Cet article est partiellement ou en totalité issu de l’article de Wikipédia en italien intitulé « Circo romano di Aquileia » (voir la liste des auteurs).

1. 1 2  J.H.Humphrey, Roman Circuses, Londra 1986, p.625.
2. ↑  Procopio di Cesarea, Guerra vandalica, I, 3.9.
3. ↑  J.H.Humphrey, Roman Circuses, Londra 1986, p.624.
4. ↑  J.H.Humphrey, Roman Circuses, Londra 1986, p.623.
5. ↑  J.H.Humphrey, Roman Circuses, Londra 1986, p.621.